# Katholische Pfarrkirche Leonding-Doppl

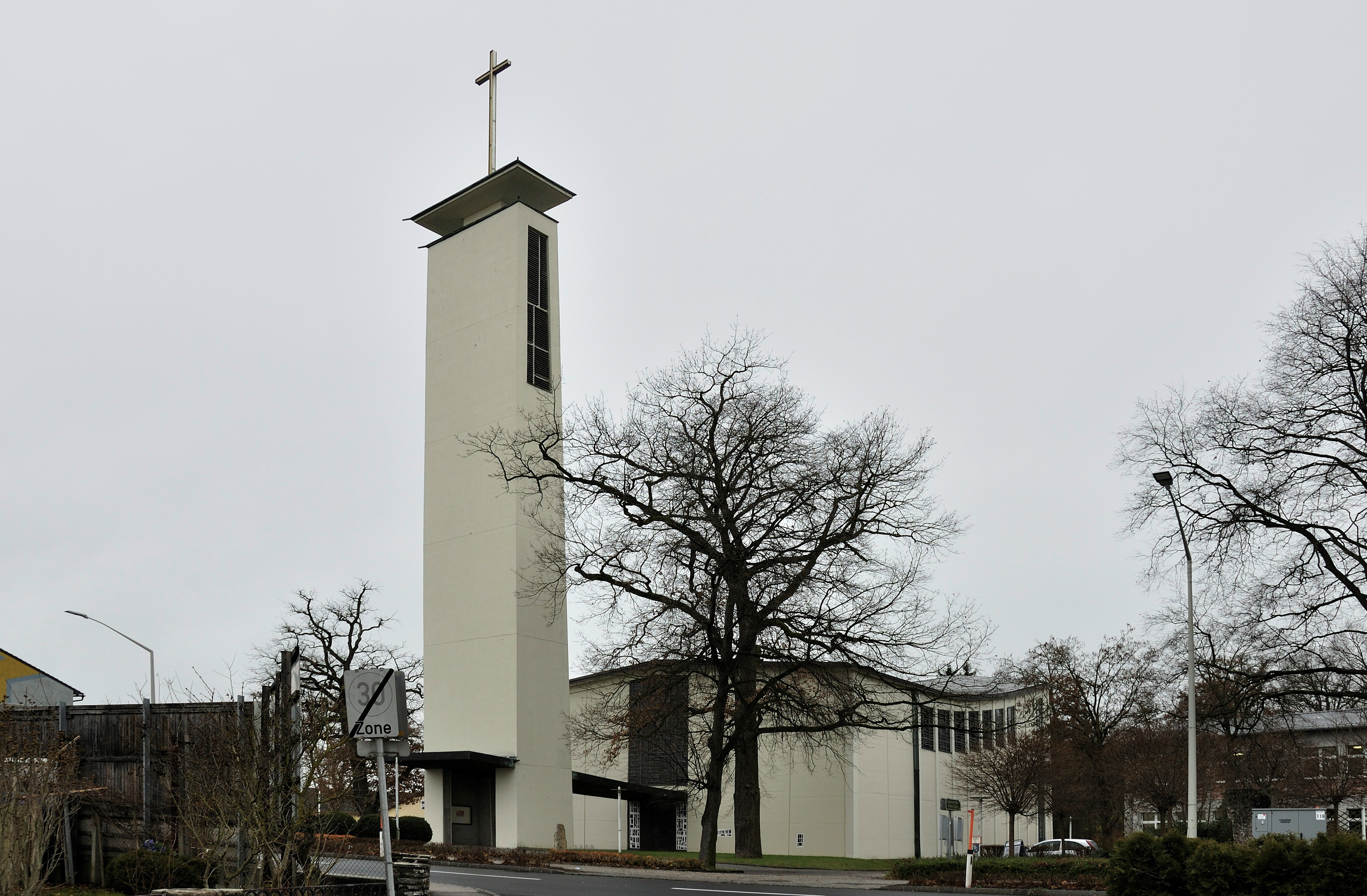
Katholische Pfarrkirche hl. Bruder Klaus in Doppl in Leonding

Die Katholische Pfarrkirche Leonding-Doppl steht im Ort Doppl in der Stadtgemeinde Leonding in Oberösterreich. Die römisch-katholische Pfarrkirche hl. Bruder Klaus gehört zum Dekanat Traun in der Diözese Linz. Die Kirche steht unter Denkmalschutz.

## Geschichte
Der Kirchenbau nach den Plänen des Linzer Architekten Hanns Dittenberger wurde am 24. März 1963 geweiht. Die Kirche hat einen Saalraum mit einem trapezförmigen Grundriss und einen freistehenden Glockenturm. Ein Dach verbindet den Turm mit der Kirche. Darunter ist der Haupteingang der Kirche.